# 문재인 대통령 취임식
문재인 대통령 취임식은 대한민국 제19대 대통령인 문재인 대통령의 취임식이다. 제19대 대선 다음 날인 2017년 5월 10일, 국회의사당에서 약식으로 진행되었다.
바로 전날 5월 9일 치러진 대한민국 제19대 대통령 선거가 전임 대통령 탄핵으로 인한 조기선거였기 때문에, 선거에서 당선된 문재인 후보는 대통령 인수위원회 없이 바로 대통령직에 오르게 되었다. 때문에 개표가 모두 완료된 오전 8시 9분 중앙선거관리위원회에서 대통령 당선자 선언과 동시에 문재인 후보는 대통령이 되었다.
문재인 대통령은 대통령 의전행사를 담당하는 행정안전부와의 협의로 취임 선서와 취임사를 동시에 하는 방안을 택하였고, 그에 따라 취임식은 규모를 대폭 축소한 약식으로 결정되었다. 투표 다음날인 2017년 5월 10일 정오 국회의사당 내부 로텐더홀에서 500여명의 인사가 참석한 가운데 약 20여분간 진행되었다.

## 취임식 준비
대한민국 대통령 취임식은 1987년 현행 헌법 개정 이후, 2월 25일 국회의사당 앞 광장에서 귀빈을 초청해 진행되는 것이 관례었다. 전년 12월에 대통령 선거에서 새 대통령이 당선되면 꾸려지는 대통령직인수위원회가 대통령 의전 행사를 담당하는 행정자치부와 논의해, 새 대통령의 국정 철학을 함축적으로 보여줄 수 있는 행사를 준비하였다. 하지만 제19대 대통령의 경우 박근혜 전 대통령의 탄핵으로 궐위선거를 통해 당선되었기 때문에, 인수위 없이 당선과 동시에 임기가 시작됨에 따라 이전처럼 취임식을 준비할 기간이 없는 상황이 되었다.
이에 행정자치부는 선거 전 미리 취임식 형태별로 여러 가지 안을 준비해 놓고, 당선이 확정될 즈음 문 대통령 측에 이들 방안을 제시해 이 중 하나를 선택하도록 했다. 문 대통령은 취임 선서 위주의 약식 행사를 택했으며, 세부적으로는 국민의례와 취임선서, 국민께 드리는 말씀 발표로만 구성되었다. 이전의 취임식에서 이뤄졌던 보신각 타종행사나 군악·의장대 행진, 예포발사, 축하공연 등은 제외되었다. 행정자치부는 “국정 현안을 신속히 타개하려는 대통령의 의지를 반영해 취임선서 위주로 행사를 대폭 간소화했다”고 밝혔다.

## 취임식

### 4당 대표 접견
취임식에 앞서 문 대통령은 자유한국당, 국민의당, 바른정당, 정의당 순으로 야4당을 방문해, 각 정당 대표와 원내대표들과 회동을 가져 국정운영에 대한 협조를 구했다.

### 취임사
문재인 대통령의 취임사는 '국민께 드리는 말씀'으로, 정식 취임사가 아닌 대국민 담화문 형식으로 진행되었다.
문재인 대통령은 취임사를 통해 이전까지와는 다른 대통령의 모습을 약속했다. "대통령부터 새로워지겠다"는 말로 대선후보 시절 주요 공약 중 하나였던 '광화문시대 대통령'을 천명, 청와대를 나와 광화문 정부종합청사에서 집무하면서 국민들과 소통을 할 것임을 확인했다. 이어 권위적 대통령 문화를 청산하고, 국민과 수시로 소통하는 대통령이자 깨끗한 대통령, 약속을 지키는 솔직한 대통령, 따뜻하고 친구같은 대통령이 되겠다고 약속했다. 또한 문 대통령은 "분열과 갈등의 정치를 바꾸겠다"고 강조하며, "야당은 국정운영의 동반자"라며 "대화를 정례화하고 수시로 만나겠다"고 밝혔다.

## 같이 보기
- 문재인
- 문재인 정부
- 제19대 대통령 선거